# 焉耆站
焉耆站是南疆铁路的一个车站，位于新疆维吾尔自治区巴音郭楞蒙古自治州焉耆回族自治县焉耆镇，距吐鲁番站400公里，距喀什站1046公里，现为乌鲁木齐铁路局库尔勒车务段所辖的二等站，办理旅客乘降，行李、包裹托运及整车货物发到。

## 旅客列车目的地
目前经停焉耆站的旅客列车中，仅喀什至西安的K169/170次列车和阿克苏至杭州的K594/595、K596/593次列车为跨局列车，其余均为乌鲁木齐局管内旅客列车，可通往乌鲁木齐、阿克苏、库尔勒、喀什、和田、和静。